# كلايف يونغ
كلايف يونغ (بالإنجليزية: Clive Young)‏ هو قسيس بريطاني، ولد في 31 مايو 1948، وتوفي في 7 أكتوبر 2015.